# Havelaue
Die Gemeinde Havelaue liegt im Landkreis Havelland in Brandenburg. Sie wird vom Amt Rhinow verwaltet.

## Geographie
Havelaue liegt im Nordwesten des Landkreises Havelland, rund zehn Kilometer nordwestlich von Rathenow und 70 Kilometer westlich der Berliner Stadtgrenze. Die Ortsteile Parey und Strodehne liegen am östlichen Ufer der Havel, Gülpe an der Gülper Havel. Die Gülper Havel ist ein Nebenarm der Havel und mündet in den Rhin, ehe dieser seinerseits in die Havel einmündet. Im Norden der Gemeinde, vom Rhin durchflossen, liegt der Gülper See.
Havelaue liegt am südöstlichen Rand des Feuchtgebietes Untere Havel.

## Gemeindegliederung
In der Gemeinde bestehen die Ortsteile
- Gülpe
- Parey
- Spaatz
- Strodehne
- Wolsier

sowie der bewohnte Gemeindeteil
- Prietzen

Als Wohnplätze der Gemeinde sind ausgewiesen:
- Hohenwinkel
- Hünemörderstelle
- Kreuzberg
- Scheunstelle

## Geschichte

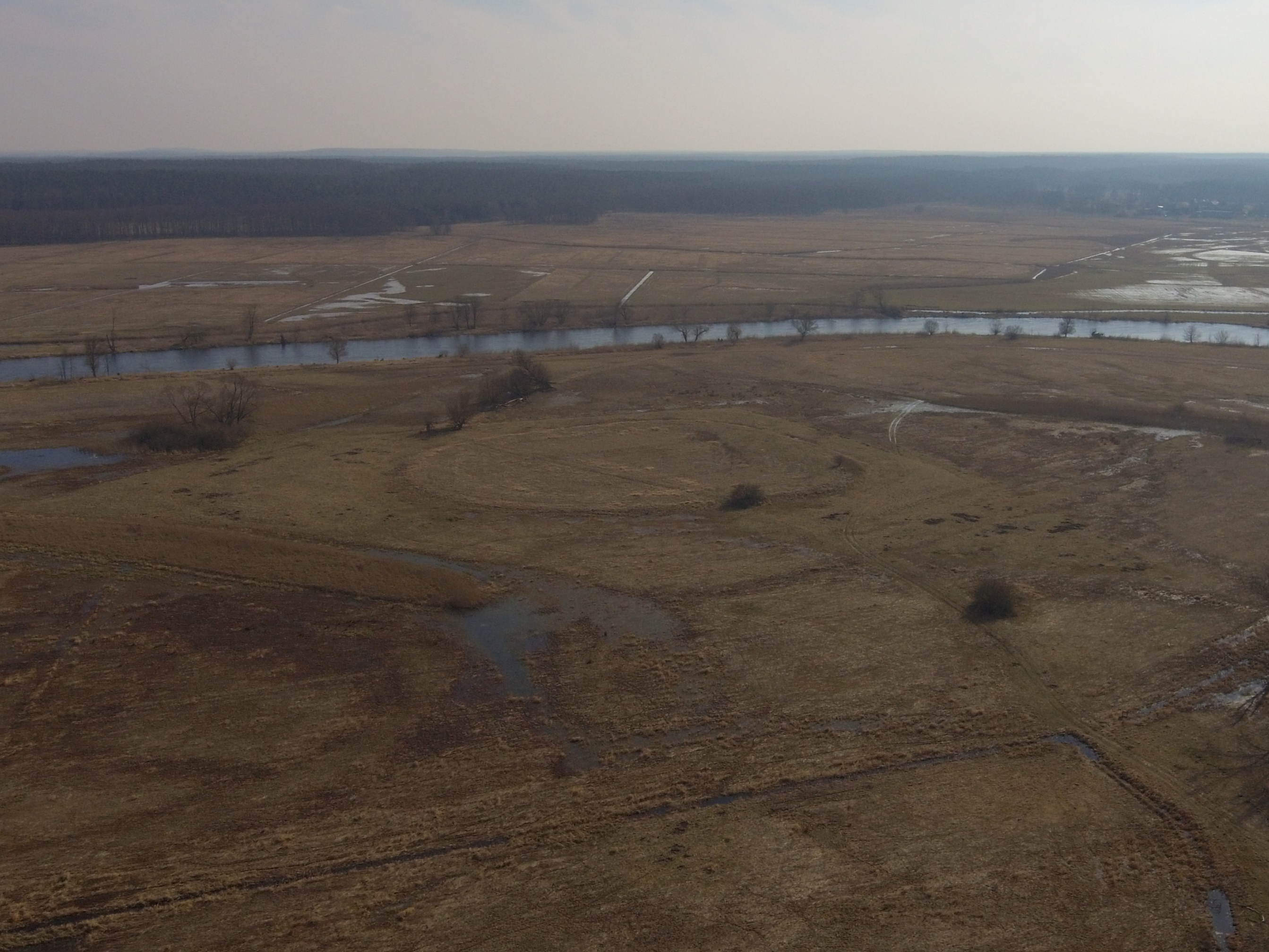
Bronzezeitlicher, später slawischer Burgwall Parey

Unmittelbar an der Havel gelegen befand sich ein bronzezeitlicher, später von Slawen genutzter Burgwall Parey, dessen Überreste noch gut erkennbar sind. In der Gemarkung Gülpe befindet sich ein slawischer Burgwall, der Pilatsch, der Burgstall einer vormaligen hölzernen Niederungsburg aus dem Frühmittelalter. Der Pilatsch liegt im Westen der Gemarkung ebenfalls unmittelbar an der Havel.
Wolsier wurde im Jahr 1437 als Besitz der Familie von Wuthenow erwähnt. Wenig später gehörte das Dorf dem Bischof von Havelberg. Nach der Reformation wurde Wolsier Eigentum des brandenburgischen Kurfürsten. Im Dreißigjährigen Krieg wurde das Dorf verwüstet und völlig entvölkert. Erst Ende des 17. Jahrhunderts bis 1722 wurde Wolsier etwas nördlich des ursprünglichen Dorfes als Angerdorf neu aufgebaut. Im Jahr 1874 brannte fast das ganze Dorf und 1882 das Gut nieder.
Spaatz wurde 1441 erstmals als Besitz der Familie von der Hagen urkundlich erwähnt. Es war 1566 von einer Flutkatastrophe betroffen, im Jahre 1700 zerstörten Brände Teile der Kirche und mehrere Gebäude des Dorfes.
Parey wurde erstmals im Jahr 1450 erwähnt und ist slawischen Ursprungs.
Am 1. Mai 1974 wurde Prietzen in die Gemeinde Wolsier eingegliedert.
Die heutigen Ortsteile der Gemeinde gehörten seit 1817 zum Kreis Westhavelland in der preußischen Provinz Brandenburg und ab 1952 zum Kreis Rathenow im DDR-Bezirk Potsdam. Seit 1993 liegen sie im brandenburgischen Landkreis Havelland.
Die Gemeinde Havelaue entstand am 31. Dezember 2001 aus dem freiwilligen Zusammenschluss der bis dahin selbstständigen Gemeinden Gülpe, Parey, Spaatz, Strodehne und Wolsier.

## Bevölkerungsentwicklung
| Jahr | Einwohner |
| ---- | --------- |
| 2001 | 1014      |
| 2005 | 1017      |
| 2010 | 0957      |
| 2015 | 0878      |
| 2020 | 872       |

| Jahr | Einwohner |
| ---- | --------- |
| 2021 | 864       |
| 2022 | 868       |
| 2023 | 872       |
| 2024 | 880       |

Gebietsstand des jeweiligen Jahres, Einwohnerzahl: Stand 31. Dezember (ab 1991). Ab 2011 auf Basis des Zensus 2011. Ab 2022 auf Basis Zensus 2022

## Politik

### Gemeindevertretung
Die Gemeindevertretung von Havelaue besteht aus zehn Gemeindevertretern und dem ehrenamtlichen Bürgermeister. Die Kommunalwahl am 26. Mai 2019 führte zu folgendem Ergebnis:
| Partei / Wählergruppe             | Stimmenanteil | Sitze |
| --------------------------------- | ------------- | ----- |
| FDP                               | 32,6 %        | 3     |
| SPD                               | 19,0 %        | 2     |
| CDU                               | 18,5 %        | 2     |
| Die Linke                         | 15,2 %        | 2     |
| Schöne Gemeinde Havelaue          | 09,5 %        | 1     |
| Einzelbewerberin Jacqueline Drese | 03,2 %        | –     |
| Einzelbewerber Mathias Schmidt    | 02,0 %        | –     |

### Bürgermeister
- 2003–2014: Wolfgang Schwuchow (FDP)[9]
- 2014–2016: Andreas Hoffmann (FDP)[10]
- 2016–2024: Guido Quadfasel (CDU)[11][12]
- seit 2024: Bill Neubüser (DIE LINKE)

Quadfasel unterlag in der Bürgermeisterwahl am 9. Juni 2024 dem LINKEN-Bewerber Neubüser, der mit 54 % der gültigen Stimmen für eine Amtszeit von fünf Jahren gewählt wurde.

### Wappen
| Wappen von Havelaue | Blasonierung: „In Blau vorne eine goldene Flanke, belegt mit einem blauen Bruchstab, hinten ein natürlicher Storch, links oben begleitet von einem goldenen Anker mit durchschlungenem Tau.“ |
| Wappen von Havelaue | Das Wappen wurde vom Heraldiker Uwe Reipert gestaltet und am 9. März 2007 durch das Ministerium des Innern genehmigt.                                                                        |

### Flagge
Zeitgleich
„Die Flagge ist Weiß - Blau - Weiß - Blau - Weiß (1:0,5:7:0,5:1) gestreift und mittig mit dem Gemeindewappen belegt.“

## Sehenswürdigkeiten

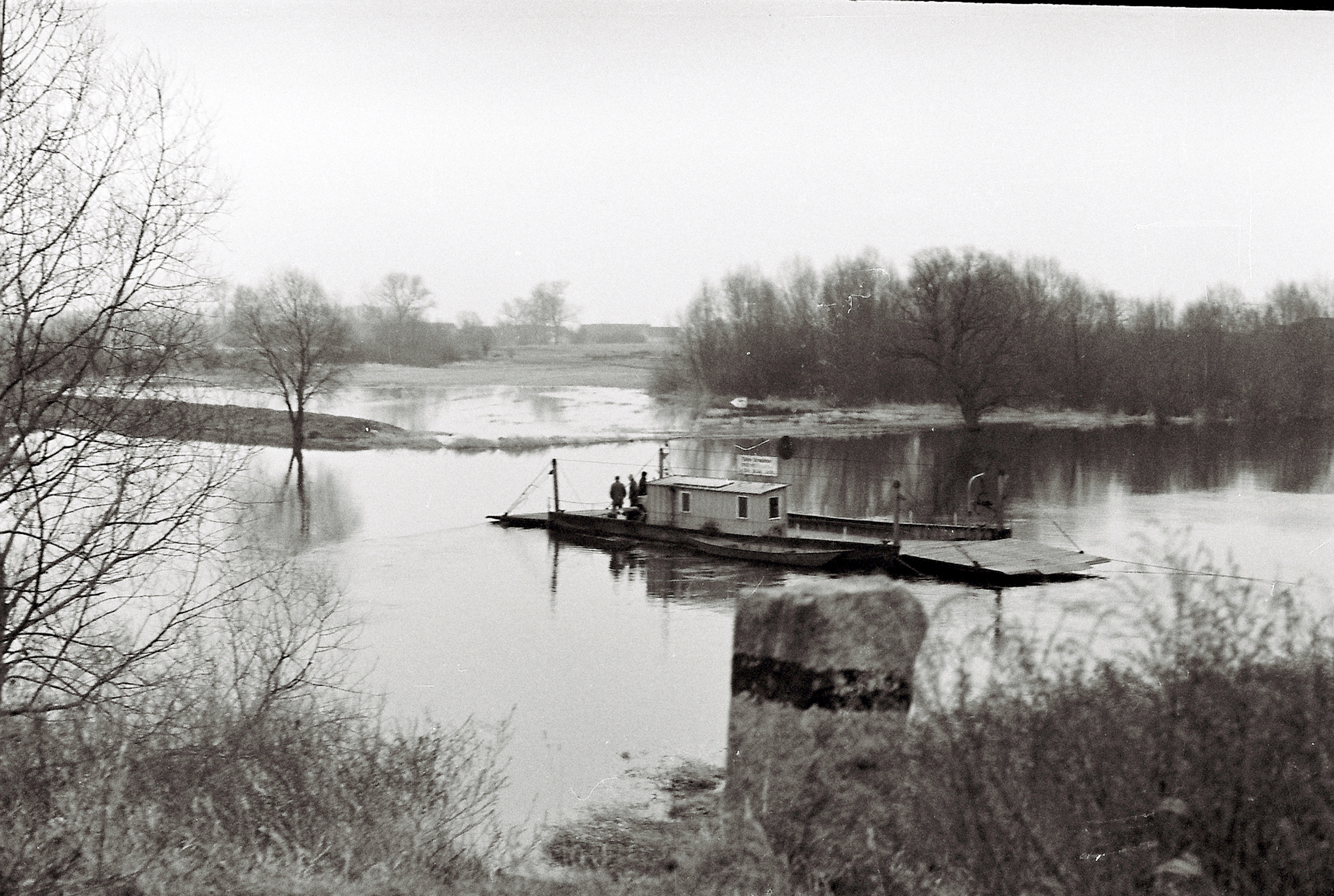
Havelfähre bei Strodehne, 1988

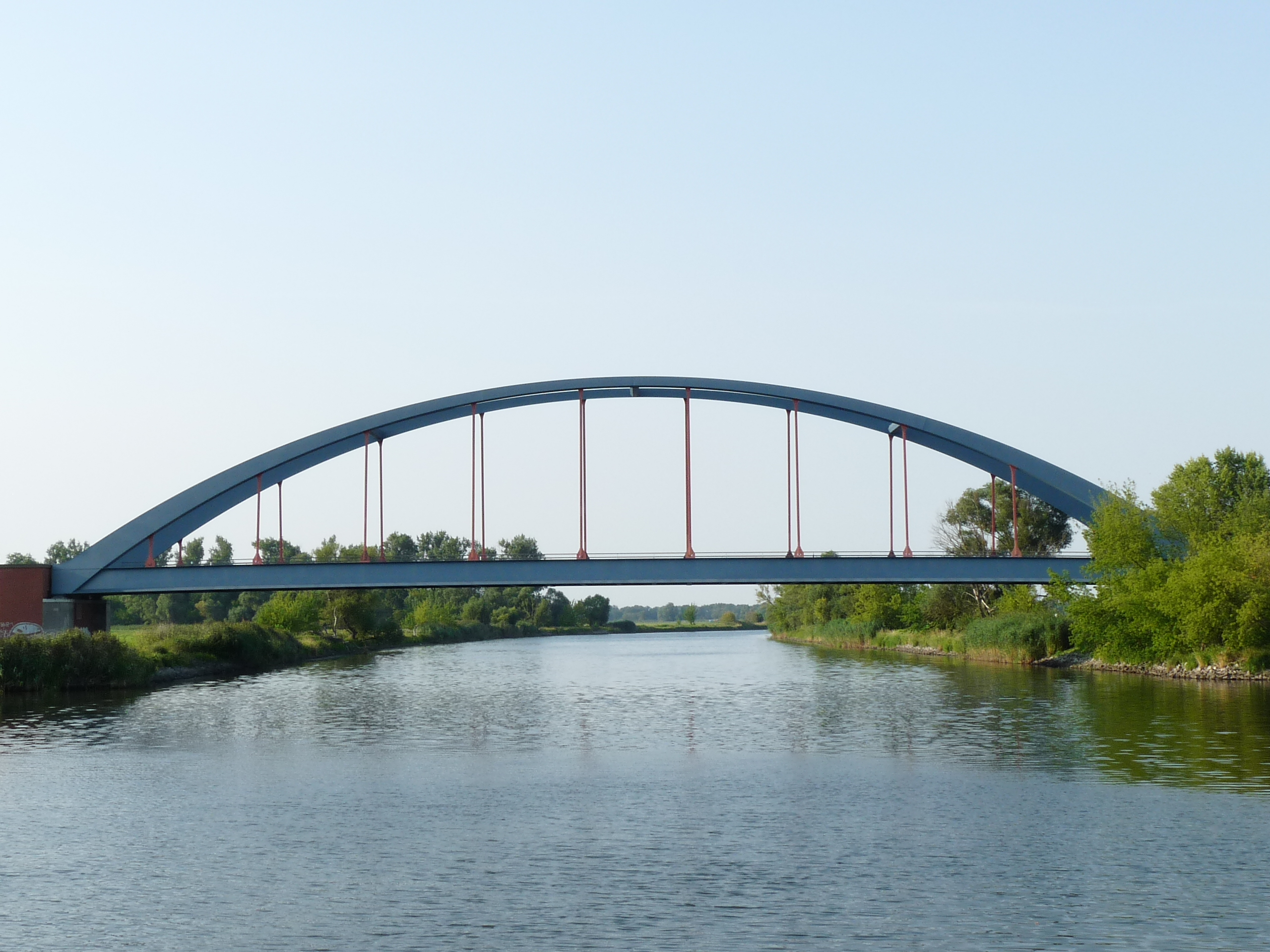
Havelbrücke bei Strodehne, 2001 errichtet

In der Liste der Baudenkmale in Havelaue stehen die in der Denkmalliste des Landes Brandenburg eingetragenen Baudenkmale.
- Barockkirche Wolsier, 1752 auf den Mauern eines Vorgängerbaues errichtet, mit hölzernem Kanzelaltar aus dem Jahr 1772 und hölzernem Taufbecken aus dem Jahr 1707.
- Spätromanische Kirche in Spaatz aus dem Jahr 1429 (oder eher) mit Fachwerkturm aus dem Jahr 1706, hölzernem Altaraufsatz aus dem Jahr 1647, silbernem Kelch aus dem 14./15. Jahrhundert und Taufbecken aus dem Jahr 1690
- Dorfkirche Parey, neogotischer Backsteinbau, nach dem Brand der alten Kirche im Jahr 1831 neu erbaut
- Neogotische Backsteinkirche in Prietzen aus dem Jahr 1912
- Bockwindmühle Prietzen aus dem Jahr 1773 nahe dem Gülper See

## Verkehr
Die Gemeinde liegt an der Landesstraße L 17 zwischen Havelberg in Sachsen-Anhalt und Rhinow. Bei Strodehne quert die Straße die Havel.
Der Haltepunkt Spaatz lag an der 2003 stillgelegten Bahnstrecke Neustadt (Dosse)–Rathenow.

## Persönlichkeiten
- Walter Ehling (1898–1969), Verwaltungsbeamter, in Spaatz geboren
- Günter Mangelsdorf (1947–2008), Prähistoriker und Archäologe, in Prietzen geboren